# 우크라이나 혁명반역군
우크라이나 혁명반역군(우크라이나어: Революційна Повстанська Армія України 레볼류찌으나 뽀브쓰딴스까 아르미야 우끄라으이니[*])은 러시아 내전 당시 유명한 아나키스트 네스토르 마흐노의 지휘 하에 조직된 아나키스트 무장단체이다. 주로 우크라이나 지역의 노동자와 농민들로 구성되었다. 흔히 흑군(Black Army)이라고 한다. 1918년에서 1921년 사이 우크라이나 독립 전쟁 당시 무정부 아나키스트 사회를 형성하려 한 마흐노우슈치나의 "자유 소비에트" 활동을 수호하는 역할을 했다.

## 같이 보기
- 아나키스트 블랙 크로스